# Crassispira sacerdotalis
Crassispira sacerdotalis es una especie de molusco gasterópodo de la familia Pseudomelatomidae en el orden de los Neogastropoda.

## Distribución geográfica
Es endémica de Santo Tomé y Príncipe.